# کربنات اورانیوم
کربنات اورانیوم (به انگلیسی: Uranium carbonate) با فرمول شیمیایی UO۲(CO۳) یک ترکیب شیمیایی است. که جرم مولی آن 330 g/mol می‌باشد. 